# Oberonia lunata
Oberonia lunata är en orkidéart som först beskrevs av Carl Ludwig von Blume, och fick sitt nu gällande namn av John Lindley. Oberonia lunata ingår i släktet Oberonia och familjen orkidéer. Inga underarter finns listade i Catalogue of Life.